# Teucholabis (Teucholabis) laxa
Teucholabis (Teucholabis) laxa is een tweevleugelige uit de familie steltmuggen (Limoniidae). De soort komt voor in het Neotropisch gebied.